# Ileana Beltrán
Ileana Benita Beltrán Zulueta (* 24. Mai 1971 in Havanna) ist eine ehemalige kubanische Judoka. Sie war 1993 Weltmeisterschaftsdritte im Halbmittelgewicht und gewann 1991 sowie 1995 bei den Panamerikanischen Spielen.

## Sportliche Karriere
Die 1,62 m große Ileana Beltrán war 1989, 1992 und 1996 kubanische Meisterin im Halbmittelgewicht, der Gewichtsklasse bis 61 Kilogramm.
1990 gewann Beltrán ihren ersten Titel bei den Panamerikanischen Meisterschaften mit einem Finalsieg über Xiomara Griffith aus Venezuela. Anfang 1991 gewann sie das Weltcup-Turnier in Sofia und eine Woche später das World-Masters-Turnier in München. Bei den Weltmeisterschaften 1991 in Barcelona belegte sie den siebten Platz. Zwei Wochen später siegte Ileana Beltrán bei den Panamerikanischen Spielen in Havanna, wobei sie im Finale Lynn Roethke aus den Vereinigten Staaten bezwang. 1992 traf sie im Finale der Panamerikanischen Meisterschaften wieder auf Xiomara Griffith und gewann den Titel. Bei der olympischen Premiere des Frauenjudo 1992 in Barcelona unterlag sie im Achtelfinale der Französin Catherine Fleury. Nach einem Sieg in der Hoffnungsrunde unterlag sie Xiomara Griffith und belegte einen geteilten neunten Platz.
1993 bezwang Ileana Beltrán im Viertelfinale der Weltmeisterschaften in Hamilton Catherine Fleury. Im Halbfinale unterlag sie der Belgierin Gella Vandecaveye, sicherte sich aber eine Bronzemedaille. 1994 gewann Beltrán bei den Panamerikanischen Meisterschaften mit einem Finalsieg über die Kanadierin Michelle Buckingham. 1995 erreichte sie das Finale beim Tournoi de Paris und unterlag dann der Südkoreanerin Jung Sung-sook. Zwei Wochen danach siegte sie beim World-Masters-Turnier in München. Im Finale der Panamerikanischen Spiele 1995 in Mar del Plata bezwang Beltrán Michelle Buckingham. Im Sommer 1995 trat Beltrán bei der Universiade in Fukuoka an und gewann sowohl in der Einzelwertung als auch mit der Mannschaft Bronze. Bei den Weltmeisterschaften in Chiba bezwang sie im Viertelfinale Michelle Buckingham. Nach einer Halbfinalniederlage gegen die Niederländerin Jenny Gal verlor Beltrán auch den Kampf um Bronze gegen Gella Vandecaveye.
1996 gewann Beltrán beim Tournoi de Paris mit einem Finalsieg über die Britin Diane Bell. Beim World-Masters-Turnier und beim Weltcup-Turnier in Rom erreichte sie jeweils einen dritten Platz. Zum Abschluss ihrer Karriere startete Ileana Beltrán bei den Olympischen Spielen in Atlanta. Dort unterlag sie im Achtelfinale Jenny Gal. In der Hoffnungsrunde bezwang sie Michelle Buckingham und belegte nach ihrer Niederlage gegen die Spanierin Sara Álvarez einen geteilten neunten Platz, wie schon vier Jahre zuvor.